# Alain de Dieuleveult
Pour les articles homonymes, voir Dieuleveult.
Alain de Dieuleveult, né le 11 avril 1926 et mort le 6 août 2025, est un auteur français, notamment spécialisé dans les chemins de fer secondaires et dans l'histoire de la ville de La Flèche.

## Biographie
Alain de Dieuleveult naît en Bretagne à Rennes en Ille-et-Vilaine le 11 avril 1926. 
Devenu historien, il est professeur au lycée Chateaubriand de Rome de 1971 à 1977, puis au prytanée de la Flèche de 1977 à 1988. Il est codirecteur de la collection « Le siècle des petits trains » aux éditions Cénomane.
Il meurt le 6 août 2025 à l'âge de 99 ans.

## Publications

### Chemin de fer
- Alain de Dieuleveult, Jean Edom, Mindeau Guy, Bourneuf Pierre-Yves et Henri Firmin, Petits trains d'Ille-et-Vilaine, Éditions Cénomane, 1er janvier 1986, 192 p. (ISBN 2905596120, OCLC 24132234, lire en ligne)
- Alain de Dieuleveult (dir.) et Anne-Sophie Blin, Calvados pour les petits trains, Éditions Cénomane, 1er janvier 1997 (ISBN 2902808747, OCLC 467591491, lire en ligne)
- Alain de Dieuleveult, Petits trains de Touraine, Editions Cénomane, 1er janvier 1988 (ISBN 9782905596239, OCLC 25871958, lire en ligne)
- Alain de Dieuleveult, Finistère en petits trains, Éditions Cénomane, 1er janvier 1998 (ISBN 9782905596604, OCLC 466795036, lire en ligne)
- Alain de Dieuleveult, Jean Edom et Sylvère Galbrun, Le siècle des petits trains ou l'histoire exemplaire du réseau départemental de la Sarthe, Éditions Cénomane, 1er janvier 1985 (ISBN 9782905596055, OCLC 159858266, lire en ligne)
- Alain de Dieuleveult, Chers petits trains du Loir-et-Cher, Éditions Cénomane, 1er janvier 2001 (ISBN 9782905596680, OCLC 469517076, lire en ligne)
- Alain de Dieuleveult, « Petits trains départementaux : comment aborder leur histoire », Revue d’histoire des chemins de fer, nos 24-25,‎ 2 mai 2002, p. 308–320 (ISSN 0996-9403, DOI 10.4000/rhcf.2074, lire en ligne, consulté le 4 janvier 2017)
- Michel Harouy et Alain de Dieuleveult, Quand les petits trains faisaient la Manche, Editions Cénomane, 1er janvier 1988 (ISBN 2905596295, OCLC 21295032, lire en ligne)

### Histoire de la Flèche
- Alain de Dieuleveult, Histoire de la Providence, La Flèche, Mayenne, Congrégation Saint-Cœur de Marie, 1991, 126 p. (ISBN 2-9504831-0-0)
- Alain de Dieuleveult et Michelle Sadoulet, Quatre siècles de municipalité pour La Flèche
- in Cahiers fléchois
  - « La guillotine de La Flèche », Cahiers fléchois, no 4,‎ 1982,  26-35.
  - « Comment vivaient les Fléchois aux XVIIe et XVIIIe siècles », Cahiers fléchois, no 30,‎ 2009,  13-58.
  - « Louis-François de Bigault d'Harcourt (1768-1832) », Cahiers fléchois, no 31,‎ 2010

### Autres publications
- Alain de Dieuleveult, « Le Saint-Cœur de Vendôme. Recrutement d'une communauté religieuse du XIXe siècle à nos jours », Bulletin de la Société archéologique, scientifique et littéraire du Vendômois,‎ 1993 (lire en ligne, consulté le 9 février 2023)